# L'agguato delle 5 spie
L'agguato delle 5 spie (Ride a Violent Mile) è un film del 1957 diretto da Charles Marquis Warren.
È un western statunitense con John Agar, Penny Edwards e John Pickard.

## Produzione
Il film, diretto da Charles Marquis Warren su una sceneggiatura di Eric Norden e un soggetto dello stesso Warren, fu prodotto da Robert Stabler per la Emirau Productions e la Regal Films e girato nel giugno 1957. Tra le location Kanab, nello Utah.

## Distribuzione
Il film fu distribuito con il titolo Ride a Violent Mile negli Stati Uniti dal 24 novembre 1957 al cinema dalla Twentieth Century Fox.
Altre distribuzioni:
- in Grecia (Epikindyni diavasis) (Katarameni apostoli)
- in Italia (L'agguato delle cinque spie)

## Critica
Secondo il Morandini è "film triviale e senza mordente, con un cast modesto", una produzione con la quale il regista Warren raggiungerebbe i livelli più infimi.